# 分子量
分子量（molecular mass）又称相对分子质量，指组成分子的所有原子的原子量的总和，分子量的符号为Mr。定义为物质分子或特定单元的平均质量与12C质量的1/12之比值。由于是相对值，所以为无量纲量，無单位。

## 与分子质量区别
尽管分子量一般指相对分子质量，但是字面上常与分子质量这一概念混淆。分子质量指分子的实际质量，而非比值。国际单位制中的单位为kg，但由于分子质量很小，所以常用道尔顿（Dalton，Da）或原子質量單位（u）或亞佛加厥常數（6.02×1023）作为原子或分子质量的单位，巨分子（如蛋白质）的分子质量通常使用kDa。
例如二氧化硫（SO2）的分子量（相对分子质量）为64.06，但分子质量为0.06406（kg/mol）÷亞佛加厥常數=1.06374×10-25kg=64.06 Da。
为了便于区分这两者，分子量在中国大陆又称为“相对分子质量”，同样，原子量又称为“相对原子质量”。

## 测量分子量
分子量的测量通过质谱法来进行。将待测样品引入质谱，然后用电子衝撞，使其發生電離，变为正离子碎片，再利用電場或磁場使不同質荷比的離子分離，或是透過過濾的方式，將它們分別聚焦到偵測器而得到質譜圖，從而獲得質量與濃度（或分壓）相關的圖譜。
通过质谱法还可以得到：
- 样品的相对同位素质量
- 同位素的豐富度
- 有機物構造

## 外部連結
- Stoichiometry Add-In for Microsoft Excel（页面存档备份，存于） for calculation of molecular weights, reaction coëfficients and stoichiometry.